# Nadia Chonville
Nadia Chonville, née le 14 mai 1989 en Martinique, est une autrice, romancière et nouvelliste française, martiniquaise, également sociologue et femme politique.

## Enfance et formation
Nadia Chonville naît en Martinique le 14 mai 1989. Sa mère est guadeloupéenne et son père martiniquais. Elle grandit dans la campagne de la commune du François, dans le quartier du Morne Pitault.  
Elle est diplômée de l'Institut d’Études Politiques de Grenoble en 2012. Elle poursuit ensuite avec un doctorat en sociologie à l'Université des Antilles. Sa thèse a pour intitulé : « Vers une déconstruction de la fiction hétéronormative dans le système scolaire martiniquais ».
Elle devient docteure en sociologie et parallèlement professeure d'histoire géographie au Lycée Victor Schoelcher (en français : Lycée Victor-Schœlcher) en Martinique. Elle étudie l’homophobie et la transphobie dans les Caraïbes. Elle est ainsi spécialiste des questions de genre dans les sociétés caribéennes afro-descendantes.

## Carrière littéraire
À l'âge de 7 ans, elle achève son premier conte, intitulé Les amours d'un Chinois.   
Elle remporte en 2004 plusieurs concours littéraires, dont le Prix jeunes René Maran.   
En 2005, elle publie son premier roman, Rose de Wégastrie. C'est le premier tome d'une trilogie de fantasy publiée aux Antilles qu'elle terminera en 2015. Le roman parle d'une jeune bohémienne andalouse, accusée d'être une sorcière, et qui découvre finalement son identité, celle d'une déesse venue d'une autre planète. 
En 2019, elle réalise le livret de la pièce musicale Cosmique présentée par l'artiste beatbox Ven, à Tropiques Atrium, scène Nationale de Martinique.
En 2023, elle publie aux éditions Mémoire d’encrier Mon cœur bat vite, un thriller décrivant le malaise de la génération Y qui raconte l'histoire de Kim, une personne trans. Assigné femme à la naissance, il entame une transition vers une identité de genre masculine. Mais l'histoire n'est pas centrée sur cette information et ne justifie pas l'acte de Kim, qui a tué l'enfant de sa sœur, Edith. On suit la quête de cette dernière qui cherche des réponses dans le passé de ses ancêtres. « Nadia Chonville veut nous montrer ainsi que toute personne, quelle que soit son identité, son genre, sa couleur de peau, sa sexualité est capable du pire comme du meilleur. Elle revendique un droit à la banalité pour tous. Patrice Élie, journaliste de France Info Outre-Mer indique « Il n’empêche : voilà un type de personnages très peu mis en avant en littérature, a fortiori en littérature caribéenne et c’est assez rare et fort pour être souligné. ».  

## Prises de position
Nadia Chonville lutte contre la xénophobie à travers ses romans qui portent sur le genre, l'identité, l'exil ou encore le sens de l'existence,. Ses écrits interrogent également les rapports entre la nature et les humains. Elle défend aussi les valeurs du féminisme dans ses romans ainsi qu'en s'impliquant notamment dans la vie culturelle martiniquaise en tant qu'autrice et intellectuelle,.  À  travers le genre fantastique, Nadia Chonville évoque ainsi la quête d'identité et les crises des sociétés caribéennes afro-descendantes dont elle est spécialiste.
Lors des élections législatives de 2024, elle est suppléante de la nouvelle députée Béatrice Bellay. Celle-ci est investie par le Parti socialiste, sous la bannière du Nouveau Front Populaire.

## Vie privée
Elle vit actuellement en Martinique, où elle enseigne toujours l'histoire et la géographie au lycée Victor-Schoelcher (en français : Lycée Victor-Schœlcher) et à l’Université des Antilles. 

## Publications
- Nadia Chonville, « Leviers des mouvements sociaux parallèles au vote de la loi « Mariage pour tous » en Martinique : mobilisation des ressources et processus de cadrage », Études caribéennes, no 29,‎ 9 mars 2015 (ISSN 1779-0980, DOI 10.4000/etudescaribeennes.7141, lire en ligne)
- Nadia Chonville, « Vers une déconstruction de la fiction hétéronormative dans le système scolaire martiniquais », Theses.fr,‎ 13 décembre 2017 (lire en ligne)
- Nadia Chonville, « L'homophobie aux Antilles : réappropriation d'un obscur héritage colonial », Archipélies, no 6,‎ 1er décembre 2018 (lire en ligne)

## Œuvres
- Série Rose de Wégastrie, autoédition aux éditions Paraduria

1. Rose de Wégastrie, 2005
2. Rose de Wégastrie, tome II, 2011
3. Rose de Wégastrie, tome III ( 1ère partie) (en français : 1re partie), 2014
4. Rose de Wégastrie, tome III (2ème partie) (en français : 2e partie), 2015

- Mon cœur bat vite, éditions Mémoire d'encrier, 2023[8]